# ملعب المملكة أرينا
المملكة أرينا (ساحة المملكة) أو بوليفارد هول، هو ملعب نادي الهلال السعودي، وهو مبنى مغطى متعدد الاستخدامات لاستضافة مباريات كرة القدم وكرة السلة والتنس ونزالات الملاكمة وعدد من الألعاب الرياضية المختلفة، كما أنه يحوي مسرحاً للحفلات الغنائية وغيرها من الفعاليات المختلفة ضمن أحداث موسم الرياض. وتبلغ طاقته الاستيعابية لمباريات كرة القدم 30 ألف متفرج، فيما تصل إلى 40 ألف متفرج في حال إقامة أحداث أخرى مثل الحفلات الغنائية.
في 8 فبراير 2024 دخل الملعب موسوعة غينيس للأرقام القياسية مرتين كأكبر ملعب كرة قدم مغطى في العالم بناء على المساحة، والرقم الثاني باعتباره أكبر ملعب مغطى من ناحية المدرجات.حيث سلّمت "غينيس" الشهادتين إلى تركي آل الشيخ، رئيس مجلس إدارة الهيئة العامة للترفيه، وفهد بن نافل، رئيس مجلس إدارة نادي الهلال.
بعد ان اصبح الملعب هو الملعب الرسمي للهلال السعودي استطاع الهلال ان إيرادات النادي تتجاوز المليار ريال.

## المشروع
- صمم الاستاد الملعب الجديد مُغلقاً من جميع الاتجاهات، ويتخذ موقعاً مميزاً في العاصمة السعودية الرياض، ما يجعله مناسباً ومثالياً لاستضافة الأحداث ضمن موسم الرياض، وكذلك في حال استضافته المباريات المحلية.
- يعد الملعب واحدًا من أسرع الملاعب بناءً في العالم، وفقًا لموقع stadiumdb المتخصص في إحصاءات ملاعب كرة القدم في العالم، إذ شُيد في وقت قياسي لا يتجاوز عدة أشهر.
- يتميز الملعب بنظام إضاءة هو الأكثف في ملاعب السعودية والشرق الأوسط، بشدة السطوع 3000 شمعة.
- يعتمد على السقف المتحرك للسماح لأشعة الشمس بالدخول.[5]

## اسم الملعب
- في 29 سبتمبر 2023 وقعت شركة المملكة القابضة مع الهيئة العامة للترفيه المالكة للملعب عقداً بموجبه يسمى بوليفارد هول بـ(المملكة أرينا) بإيجار سنوي يبلغ 40 مليون ريال سعودي.[6][7]

## افتتاح الملعب
افتتح الملعب في 29 يناير 2024م بإقامة مباراة نادي الهلال السعودي، وإنتر ميامي الأمريكي ضمن كأس موسم الرياض.

## أرقام قياسية

### غينيس
- أعلنت موسوعة غينيس للأرقام القياسية في 8 فبراير 2024 عن منح ملعب «المملكة أرينا» شهادة أكبر ملعب داخلي (مُغلق) بمساحة 37991 م2.[9][10]
- أعلنت موسوعة غينيس للأرقام القياسية في 8 فبراير 2024 عن منح ملعب «المملكة أرينا» أكبر سعة استيعابية لملعب مغلق على مستوى العالم.[9][10]